# Acrocephalus percernis
El carricero de las Marquesas septentrionales (Acrocephalus percernis) es una especie de ave paseriforme de la familia Acrocephalidae endémica del norte del archipiélago de las islas Marquesas. Anteriormente se consideraba conespecífico del carricero de las Marquesas (Acrocephalus mendanae).

## Subespecies
Se reconocen cuatro subespecies:
- Acrocephalus mendanae aquilonis - se encuentra en la isla Eiao;
- Acrocephalus mendanae postremus - ocupa la isla Hatutu;
- Acrocephalus mendanae percernis - presente en la isla Nukuhiva;
- Acrocephalus mendanae idae - endémica de Uahuka.